# Благодатівська волость
Благодатівська волость — історична адміністративно-територіальна одиниця Маріупольського повіту Катеринославської губернії із центром у селі Благодатівське.
Станом на 1886 рік складалася з 5 поселень, 5 сільських громад. Населення — 7922 особи (3479 чоловічої статі та 3443 — жіночої), 1095 дворових господарств.
|                     | Площа, десятин | У тому числі орної, десятин |
| ------------------- | -------------- | --------------------------- |
| Сільських громад    | 20774          | 10830                       |
| Приватної власності | —              | —                           |
| Казенної власності  | 3998           | 356                         |
| Іншої власності     | —              | —                           |
| Загалом             | 24772          | 11186                       |

Поселення волості:
- Благодатівське — колишнє державне село при річці Кашлагач за 70 верст від повітового міста, 1044 особи, 170 дворових господарств, православна церква, школа, поштове відділення, поштова станція, 2 лавки, постоялий двір, щорічний ярмарок.
- Андріївське — колишнє державне село при річці Шайтанка, 1166 осіб, 195 дворових господарств, православна церква, молитовний будинок, 3 лавки.
- Володимирівське — колишнє державне село при річці Кашлагач, 1140 осіб, 171 дворове господарство, православна церква, школа, лавка.
- Кирилівське — колишнє державне село при річці Шайтанка, 1212 осіб, 180 дворових господарств, православна церква, лавка.
- Ольгинське — колишнє державне село при річці Шайтанка, 2261 особа, 379 дворових господарств, православна церква, молитовний будинок, школа, цегельний й черепичний заводи, 2 лавки.

За даними на 1908 рік у волості налічувалось 5 поселень, загальне населення — 10 333 особи (5299 чоловічої статі та 5094 — жіночої), 1639 дворових господарств.